# کنعان جعفروف
کنعان جعفروف (ترکی آذربایجانی: Kənan Cəfərov؛ زادهٔ ۹ مارس ۲۰۰۰) بازیکن فوتبال است.